# Pankrac
Pankrac je moško osebno ime.

## Izvor imena
Ime Pankrac je izpeljano iz imena Pankracij.

## Pogostost imena
- Leta 1994 je bilo v Sloveniji po podatkih iz knjige Janeza Kebra 6 nosilcev tega imena.
- Po podatkih Statističnega urada Republike Slovenije je bilo na dan 31. decembra 2007 v Sloveniji število moških oseb z imenom Pankrac manjše od 5 ali pa to ime sploh ni bilo uporabljeno.[2]